# Sörup
Sörup (in danese Sørup) è un comune di 4 317 abitanti dello Schleswig-Holstein, in Germania.
Appartiene al circondario (Kreis) di Schleswig-Flensburgo (targa SL) ed è parte della comunità amministrativa (Amt) di Mittelangeln.